# Marsilio thành Padova

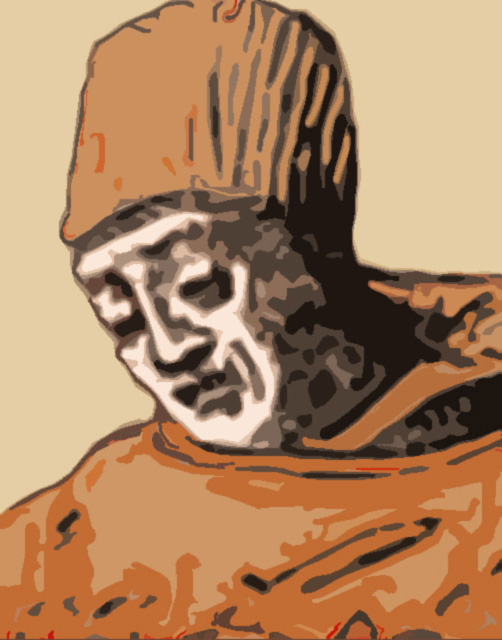
Chân dung Marsilio thành Padova

Marsilio thành Padova (tiếng Ý Marsilio hoặc Marsiglio da Padova; tên khai sinh là Marsilio dei Mainardini hoặc Marsilio Mainardini, khoảng 1275 – khoảng 1342) là một học giả người Ý, được đào tạo về y khoa, từng trải qua nhiều nghề nghiệp khác nhau. Ông cũng là một nhân vật chính trị quan trọng trong thế kỷ 14. Văn kiện chính trị của ông có tên gọi Defensor pacis (Người bảo vệ Hòa bình), với nỗ lực bác bỏ các tuyên bố của giáo hoàng về "quyền lực tuyệt đối" trong giáo hội và nhà nước, được một số chuyên gia công nhận là luận điểm chính trị cách mạng nhất được viết vào thời Trung Cổ hậu kỳ. Đây là một trong những ví dụ đầu tiên của việc bào chữa mang tính lý trí cho chủ nghĩa chính giáo hợp nhất ở Tây Âu.

## Thuở hàn vi
Marsilio chào đời tại thành phố thuộc tầm quan trọng nhất nước Ý Padova, vào khoảng thời gian năm 1275-1280. Có lẽ ông từng theo học y khoa tại Đại học Padova và sau đó chuyển đến Đại học Paris, nơi ông trở thành một người ngưỡng mộ tận tâm của Aristotle, mà ông gọi là "triết gia thần thánh". Ông giữ chức Hiệu trưởng trường Đại học Paris vào năm 1313.

## Tư tưởng chính trị
Marsilio đã viết Defensor pacis, một tập sách tuyên truyền bảo hoàng vào năm 1324. Tác phẩm này ra đời trong bối cảnh cuộc tranh chấp quyền lực giữa Giáo hoàng John XXII và Ludwig xứ Bayern, ứng cử viên được bầu chọn cho ngôi vị Hoàng đế La Mã Thần thánh. Chính sách của Ludwig ở bán đảo Ý, nơi Đế quốc có những lãnh thổ quan trọng, đe doạ chủ quyền lãnh thổ của giáo hoàng. Năm 1323 Ludwig đã phái quân sang Ý nhằm bảo vệ Milano chống lại Vương quốc Napoli hùng mạnh. Napoli, cùng với Pháp, đều là những đồng minh có thế lực của John XXII. John đã rút phép thông công Ludwig và yêu cầu ông phải từ bỏ yêu sách lên ngôi hoàng đế. Ludwig đã đáp lại John XXII với sự khiêu khích đầy vẻ tự phụ.
Trong tác phẩm Defensor pacis, Marsilio đã cố gắng chứng minh bằng các lập luận rút ra từ lý trí (trong phần Dictio I của văn bản) và lập luận từ nhà cầm quyền (trong phần Dictio II) về sự độc lập của Đế quốc La Mã Thần thánh khỏi Chế độ Giáo hoàng và sự trống rỗng của những đặc quyền được cho là bị các giáo hoàng La Mã đoạt lấy. Một số quan điểm của Marsilio đã được Giáo hoàng John XXII tuyên bố là dị giáo vào năm 1327.
Hầu hết nội dung của Defensor pacis là dành cho thần học. Dựa vào phần lớn Kinh Thánh, Marsilio tìm cách chứng minh rằng Chúa Giêsu không tuyên bố sở hữu bất kỳ quyền năng tạm thời nào và rằng ngài không có ý định để giáo hội của mình bất kỳ quyền hạn nào cả. Ngược lại, Kinh Thánh dạy rằng giáo hội phải hoàn toàn phụ thuộc vào nhà nước trong cả hai vấn đề thế tục và thần quyền. Tất cả thẩm quyền trong giáo hội đều nằm trên toàn bộ thân thể của tín hữu, người cai trị thế tục đóng vai trò như đại diện của dân chúng, và Công đồng Chung phải do người cai trị thế tục triệu tập. Một số luận điểm của Marsilio về những chủ đề này đã có một ảnh hưởng đáng kể trong thời kỳ Cải cách Tin Lành.
Ngày nay, Defensor pacis của Marsilio được tưởng nhớ nhiều nhất không phải vì phần thần học của nó mà vì triết lý chính trị và lý thuyết pháp luật. Marsilio đồng ý với Aristotle rằng mục đích của chính phủ là sự thỏa mãn hợp lý của ước muốn tự nhiên của con người cho một "cuộc sống ấm no". Thế nhưng, ông đã vượt qua Aristotle trong việc chấp nhận một hình thức của chủ nghĩa cộng hòa coi người dân là nguồn lực chính trị hợp pháp duy nhất. Chủ quyền nằm trong tay nhân dân, và dân chúng nên bầu chọn, khiển trách và, nếu cần, đứng lên lật đổ các nhà lãnh đạo chính trị của mình. Chính thể dân chủ mà Marsilio tin tưởng mới là hình thức chính phủ tốt nhất vì nó có khuynh hướng tạo nên những luật lệ khôn ngoan, bảo vệ lợi ích chung, thúc đẩy "cuộc sống ấm no", và việc đề ra những bộ luật rất có thể được tuân theo. Ông còn cho rằng quyền hành chính trong một quốc gia là thuộc toàn thể dân chúng (universitas civium). Có lẽ Marsilio không định nói như quan niệm của người thời nay. Ông vẫn dùng danh từ Trung Cổ, và quan niệm quyền hành dân chúng rất xa nguyên tắc đầu phiếu ngày nay. Nhưng cũng như nhiều tư tưởng gia khác cùng thời, Marsilio quả đã muốn nói rằng không một ai trong bậc thang xã hội, dù là ở trên cùng, lại có thể bắt những người bên dưới luôn luôn nhắm mắt nghe lời mình được. Ngay cả mối liên hệ phong kiến cũng minh chứng rằng thứ cấp không có nghĩa là người mạnh đè bẹp kẻ yếu, cả lãnh chúa lẫn hầu cận đêu bị khế ước ràng buộc.

## Hoạt động về sau
Marsilio và Jean de Jandun, đôi khi được coi là đồng tác giả của Defensor pacis, đã rời khỏi nước Pháp để đến phụng sự triều đình của Ludwig ở xứ Bayern. Ludwig đã thu nhận Marsilio và Jean vào phe cánh của mình. Những người khác cũng được sự bảo hộ của ông, bao gồm Michael xứ Cesena và triết gia kinh viện William xứ Ockham, người bênh vực cho một hình thức tách rời thần quyền và thế quyền. Năm 1326, Marsilio hộ tống Ludwig đến Ý và đích thân thuyết pháp và cho lưu hành những tác phẩm công kích giáo hoàng. Lãnh chúa Milano Galeazzo I Visconti bị phế truất vì nghi là kẻ thông đồng với John XXII, và Ludwig đường đường chính chính đăng quang ngôi Vua nước Ý tại thành Milano vào năm 1327.
Tháng Giêng năm 1328, Ludwig tiến quân vào Roma và được nguyên lão già cả Sciarra Colonna, với danh xưng thuyền trưởng của người La Mã tôn lên ngôi hoàng đế. Ba tháng sau, Ludwig đã ban hành một sắc lệnh tuyên bố "Jacque de Cahors"—Giáo hoàng John XXII—bị phế truất vì lý do dị giáo. Sau đó hoàng đế cho lập Franciscan Pietro Rainalducci lên làm giáo hoàng lấy hiệu là Nicholas V. Nicholas bị lật đổ sau khi Ludwig rời khỏi Roma vào năm 1329.
Tại xứ Bayern, với tư cách là giáo chức đại diện đế quốc, Marsilio đã bức hại thành phần giáo sĩ vẫn còn trung thành với John XXII. Để tưởng thưởng cho công lao của ông vì đế quốc, triều đình lập tức bổ nhiệm Marsilio làm Tổng giám mục Milano, và Jean thành Jandun được Ludwig IV phong làm giám mục Ferrara.
Marsilio còn sáng tác một bài tiểu luận khác có nhan đề De translatione [Romani] imperii, mà một số chuyên gia coi là sắp xếp lại một tác phẩm tương tự của Landolfo Colonna gọi là De jurisdictione imperatoris in causa matrimoniali. Tác phẩm này, và biến thể của Marsilio, đã tìm cách biện minh cho thẩm quyền duy nhất của hoàng đế trong các công việc liên quan đến hôn sự: Ludwig xứ Bayern gần đây đã hủy bỏ cuộc hôn nhân của con trai Vua xứ Böhmen.
Marsilio qua đời ở Munich khoảng năm 1342, vẫn không chịu hòa giải với Giáo hội.

## Di sản
Một số chuyên gia công nhận Defensor pacis là một trong những tác phẩm chính trị và tôn giáo quan trọng nhất của thế kỷ 14 ở Châu Âu. Trong phần Defensor minor, Marsilio đã hoàn thành và nghiên cứu các điểm khác nhau trong học thuyết được đặt ra trong Defensor pacis. Ông đã luận bàn những vấn đề liên quan đến thẩm quyền giáo hội, sám hối, lễ tang, thập tự chinh và các cuộc hành hương, lời thề nguyền, rút phép thông công, công đồng, hôn nhân và ly hôn, và thống nhất với Giáo hội Chính thống giáo Hy Lạp. Trong tác phẩm này, ông thậm chí còn nêu rõ hơn về quyền tối thượng của đế quốc đối với giáo hội.